# Calçada romana de Djerba
La calçada romana de Djerba és una antiga via romana que enllaçava el continent amb l'illa de Gerba durant l'Imperi Romà. La via estava foradada en alguns lloc per aprofitar la força de l'aigua per moure els molins. Es va degradar molt en els curs dels segles i el 1973 es va haver de fer nova i ampliar i es va aprofitar per portar conductes d'aigua per abastir l'illa. El punt sud-est de l'illa on s'inicia la via es El Kantara, i arriba fins al port d'Al Kantara Continent.